# Les Robinsonnes

Les Robinsonnes est un téléfilm français réalisé par Laurent Dussaux, diffusé le 27 mars 2004 sur France 3, dont le tournage s'est déroulé sur l'île de Sein

## Synopsis
En Bretagne, quatre femmes de marins (Maryannick, Nadia, Cathy et Rozen) se retrouvent veuves à la suite du naufrage d'un chalutier. Obstinées, elles refusent de quitter leur île et leur entreprise de bijoux en nacre. Pour faire venir des hommes du continent afin de remettre le chalutier à la mer, elles décident de passer une annonce. Trois candidats sur quatre se présentent...

## Fiche technique
- Réalisateur : Laurent Dussaux
- Scénario : Pascale Chouffot, Ludovic Pion-Dumas
- Musique : François Staal
- Durée : 95 minutes
- Pays d'origine :  France

## Distribution
- Élisabeth Vitali : Maryannik
- Olivier Marchal : Fred
- Pascale Arbillot : Nadia
- Bernard Yerlès : Joseph
- Sophie Mounicot : Cathy
- Antoine Duléry : Jean-Claude
- Nadia Fossier : Rozen
- Laurent Olmedo : Erwan
- Catherine Arditi : Thérèse
- André Penvern : Marcel
- Judith El Zein : Isabelle
- Sophie Gourdin : Josiane
- Sève Laurent : Fabienne
- Laurence Colin : Christine
- Gwendoline Brouquet : Morgane
- Llan Marziale : Max
- Gary Sfez : Léo
- Yolaine Peron : Bébé Aimée